# Psyllocarpus phyllocephalus
Psyllocarpus phyllocephalus är en måreväxtart som beskrevs av Karl Moritz Schumann. Psyllocarpus phyllocephalus ingår i släktet Psyllocarpus och familjen måreväxter. Inga underarter finns listade i Catalogue of Life.